# Ostenfeld, Nordfriesland
Ostenfeld là một đô thị thuộc huyện Nordfriesland, bang Schleswig-Holstein, Đức.